# Бела (притока Горнаду)
Бела (словац. Belá) — річка в Словаччині, права притока Горнаду, протікає в окрузі Кошиці-околиця.
Довжина — 9.5 км. Витік знаходиться в масиві Воловські гори — на висоті 620 метрів у геоморфологічному підрозділі Койшовська голя біля гори Переднє Голіско. Протікає територією села Кошицька Бела
Впадає у водосховище на Горнаді ГЕС-ГАЕС Ружин на висоті 330 метрів.
Праві притоки
- Белянський потік
- Золотий потік

Ліві притоки 
- Кам'яний потік